# VWS Triangulum
VWS Triangulum is een in 1955 opgerichte vereniging voor weer- en sterrenkunde. De vereniging heeft tot doel de kennis over het heelal en het klimaat te vergroten. Zij doet dit door het organiseren van lezingen door professionele ster- en weerkundigen. Deze lezingen zijn gericht op een algemeen publiek. Daarnaast faciliteert de vereniging activiteiten voor en door de leden.

## Naam
De naam Triangulum verwijst naar de naam van de Driehoek (sterrenbeeld), maar tevens naar de regio waarop zij zich primair richt: de Stedendriehoek Apeldoorn - Deventer - Zutphen.
Triangulum is aangesloten bij de KNVWS (Koninklijke Nederlandse Vereniging voor Weer- en Sterrenkunde).

## Historie
In 1955 was er een lezing in Zutphen door dr. Jean Jacques Raimond Jr. Tijdens deze lezing werd door het bestuur van de kring Zutphen en omstreken aangekondigd dat een commissie ingesteld was om een onderzoek in te stellen naar de mogelijkheid tot oprichting van een vereniging die meer regionaal zou kunnen werken, met name in het zelf organiseren van lezingen en het meer zelfstandig beheren van de financiën. Deze commissie heeft er uiteindelijk voor gezorgd dat deze vereniging werd opgericht en vastgelegd met de oprichtingsvergadering van 17 november 1955. 
De vereniging werd genoemd naar deze Jean Jacques Raimond, de toenmalige directeur van het Sijthoff-planetarium in Den Haag, en tevens een tijdlang voorzitter van de landelijke Vereniging voor Weer- en Sterrenkunde (NVWS).  
Onder leiding van Piet Koning werd de aanzet gegeven om te komen tot de oprichting van een volkssterrenwacht. Hier konden niet alleen de verenigingsmensen maar ook de jeugd, scholen en belangstellenden meer de praktijk beoefenen en de sterrenhemel met telescopen bewonderen. Dit werd de Volkssterrenwacht Bussloo. 
Op 24 februari 1995 werd de vereniging onafhankelijk van de landelijke organisatie en ging verder onder de nieuwe verenigingsnaam Triangulum.

## Aandachtsgebieden
Hoewel Triangulum zich zowel richt op sterrenkundige als weerkundige onderwerpen, ligt het accent op de eerste categorie. Dit uit zich b.v. in het aantal lezingen op beide gebieden. Van de 9 à 10 lezingen die per seizoen worden georganiseerd, richten zich 1 à 2 op de weerkunde en de overige op een verscheidenheid van onderwerpen uit de astronomie.

## Activiteiten

### Lezingen
Het organiseren van maandelijkse lezingen vormt te hoofdactiviteit van Triangulum. De lezingen vinden plaats op twee locaties:
- Apeldoorn, in het multifunctioneel centrum 'Het Kristal',
- Eefde, in het zalencentrum 'Het Hart'.

### Werkgroepen
- Praktijkavond (doorlopend),
- Werkgroep Astrofysica (doorlopend),
- Workshop Snaartheorie (2008-2009),
- Workshop Kosmologie (2009-2010),
- Workshop Weerkunde (2010-2011),
- Workshop Oerknal (2011-2012),
- Workshop Actieve Sterrenstelsels (2012-2013),
- Workshop Klimaat (2013-2014),
- Workshop Compacte Objecten (2014-2015),
- Workshop Quantummechanica (2015-2016),
- Themasessies Deeltjes & Velden (2016-2017),
- Themasessies Zwaartekrachtgolven (2017-2018),
- Themasessies Speciale Relativiteitstheorie (2018-2019),
- Themasessies Algemene Relativiteitstheorie (2019-2021),
- Themasessies Down to Earth (2021-2022).
- Themasessies Donkere materie (2023)
- Themasessies James Webb Space Telescope (2023 - 2024)

### Excursies
Jaarlijks worden door de vereniging 1 à 2 excursies georganiseerd. Deze gaan naar bestemmingen die te maken hebben met de weer-of sterrenkunde. Recent zijn excursies georganiseerd naar: 
- CERN in Genève,
- ESA/ESTEC in Noordwijk,
- radarcentrum van de Kon. Luchtmacht in Nieuw-Milligen,
- radiotelescoop in Effelsberg,
- Nikhef in Amsterdam,
- Max Planck Instituut in Heidelberg en de kerncentrale in Biblis,
- Paradisolezing en NEMO Amsterdam,
- Sternstunden Gasometer Oberhausen / Halde Hohewart,
- Museum Boerhaave / Museum Volkenkunde Leiden,
- KNMI De Bilt / Militair Luchtvaartmuseum Soesterberg,
- Achterhoeks Planetarium Toldijk / URENCO Almelo,
- Omniversum Den Haag / Teylers Museum Haarlem,
- Planetarium Bochum / Ruhrmuseum Essen,
- Museum De Cruquius / Nikhef Amsterdam,
- Eise Eisinga Planetarium Franeker / Werelderfgoed Schokland,
- Afvalverwerking Twence / Nanolab Universiteit Twente,
- Tweede Maasvlakte,
- Thales in Hengelo en sterrenwacht Cosmos in Lattrop.

### Cursussen
In een samenwerking met de Volkssterrenwacht Bussloo is een cursusaanbod ontwikkeld. De cursusavonden vinden plaats op de Volkssterrenwacht Bussloo, waardoor naast theorie er bij helder weer tevens gelegenheid is om zelf de sterrenhemel waar te nemen met de aanwezige telescopen. 
Het hart van het cursusaanbod wordt gevormd door de ‘Beginnerscursus Sterrenkunde'. Een eenvoudige opstap waarmee de cursist een duidelijk overzicht krijgt van diverse sterrenkundige onderwerpen. De cursus beslaat zes cursusavonden. 
Naast deze beginnerscursus wordt een aantal ‘themacursussen' aangeboden. Deze cursussen beslaan drie of vier avonden en behandelen enkele specifieke onderwerpen meer diepgaand. De onderwerpen waarover themacursussen aangeboden worden zijn:
- Praktische Sterrenkunde,
- Sterevolutie,
- De Bouw van het Heelal,
- Weer en Klimaat.